# Hans Dahl
Hans Dahl   (Granvin, 19 de febrer de 1849 - Balestrand, 27 de juliol de 1937) va ser un pintor noruec. Era conegut sobretot per les seves pintures de fiords noruecs i paisatges circumdants.

## Fons
Hans Dahl va néixer al poble de Granvin, al fiord Hardanger a Hordaland, Noruega. El seu talent ja era evident quan Dahl tenia 16 anys. No obstant això, va ser només després del servei a l'exèrcit que Dahl va rebre educació artística. Hans Dahl es va educar primer per convertir-se en oficial i es va convertir en tinent el 1871. Va servir a la Brigada de Bergenske fins al 1874. Després d'abandonar l'exèrcit, va ser aprenent amb Johan Fredrik Eckersberg i Knud Bergslien. Va anar a Karlsruhe, on va estudiar amb Hans Fredrik Gude i Wilhelm Riefstahl i després a Düsseldorf, on els seus professors incloïen Eduard von Gebhardt i Wilhelm Sohn. El seu art es va associar amb l'escola de pintura de Düsseldorf, que es caracteritzava per paisatges finament detallats però encara fantàstics.

## Carrera
Dahl va fer la seva primera exposició a Düsseldorf el 1876. Dahl va viure a Düsseldorf fins al 1888, quan es va traslladar a Berlín. Gairebé cada estiu tornava a Noruega. El 1893, va encarregar a l'empresa Jacob Digre de Trondheim la construcció de la seva residència d'estiu, Villa Strandheim. Es troba a la vora del fiord Sognefjord a Balestrand al comtat de Sogn og Fjordane. El pintor noruec Adelsteen Normann s'havia establert a Balestrand el 1891. La vila de Dahl tenia un disseny similar a la vila construïda per a Normann.
Entre 1888 i 1919, Dahl va viure principalment a Berlín-Wilmersdorf, i només va passar l'estiu a Balestrand. Després de 1919, Dahl ja no va viatjar a Berlín. Balestrand es va convertir en una destinació turística molt visitada a l'oest de Noruega. L'emperador alemany, el Kaiser Guillem II, es va convertir en un dels mecenes de Dahl, conferint-li una càtedra el 1910, i va visitar Dahl a Balestrand diversos estius seguits.

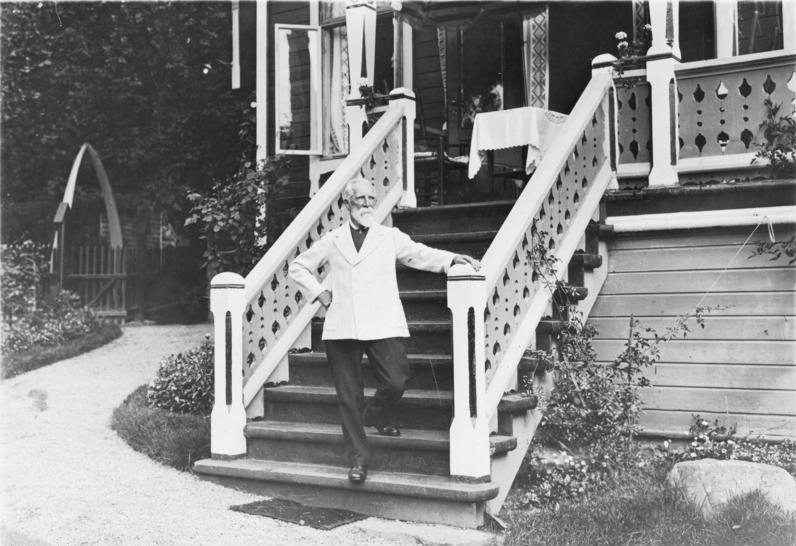
Hans Dahl davant de la seva vila a Balholmen

Dahl va resistir la transició de l'art del romanticisme al modernisme. A la dècada de 1890 va sorgir una nova escola d'art, i artistes com Dahl no eren molt populars als cercles dirigents de la capital. Va ser especialment criticat per l'historiador de l'art Jens Thiis. Va ser severament criticat per altres artistes, especialment per Christian Krohg, que va ser una de les figures principals en la transició del romanticisme al naturalisme que va caracteritzar l'art noruec en aquest període. Al llarg de la seva vida, va anar reduint cada cop més el seu ventall de temes. Dahl sovint descrivia el paisatge de la part occidental de Noruega amb un sol brillant amb gent somrient amb vestits nacionals. Els seus colors vius i els seus encantadors retrats de noies noruegues joves amb el seu vestit nacional sempre han estat molt populars.

## Vida personal
Hans Dahl estava casat amb Helene Bewer, filla del pintor alemany Clemens Bewer (1820–1884). El seu fill era el pintor noruec Hans Andreas Dahl (1881–1919), que va morir de tuberculosi als 37 anys.
El 1902 Dahl va ser nomenat cavaller de la Reial Orde Noruega de Sant Olav, de 1a classe. Hans Dahl va morir a Balestrand a Sogn og Fjordane el 1937. La seva tomba es troba al cementiri de l'església de Tjugum.

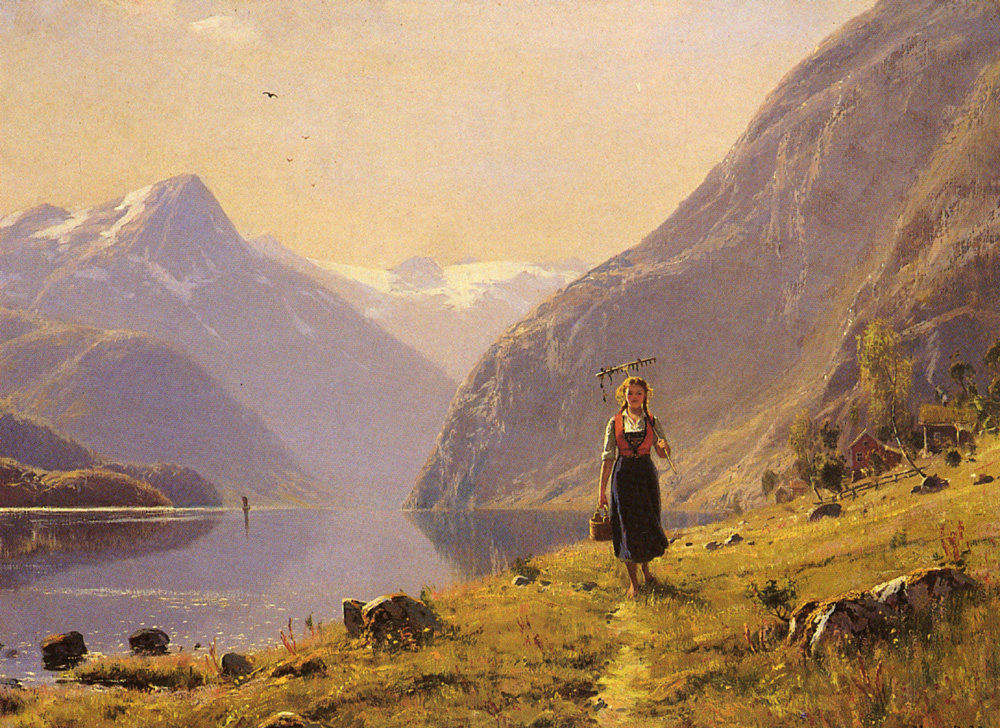
fiord de Pel
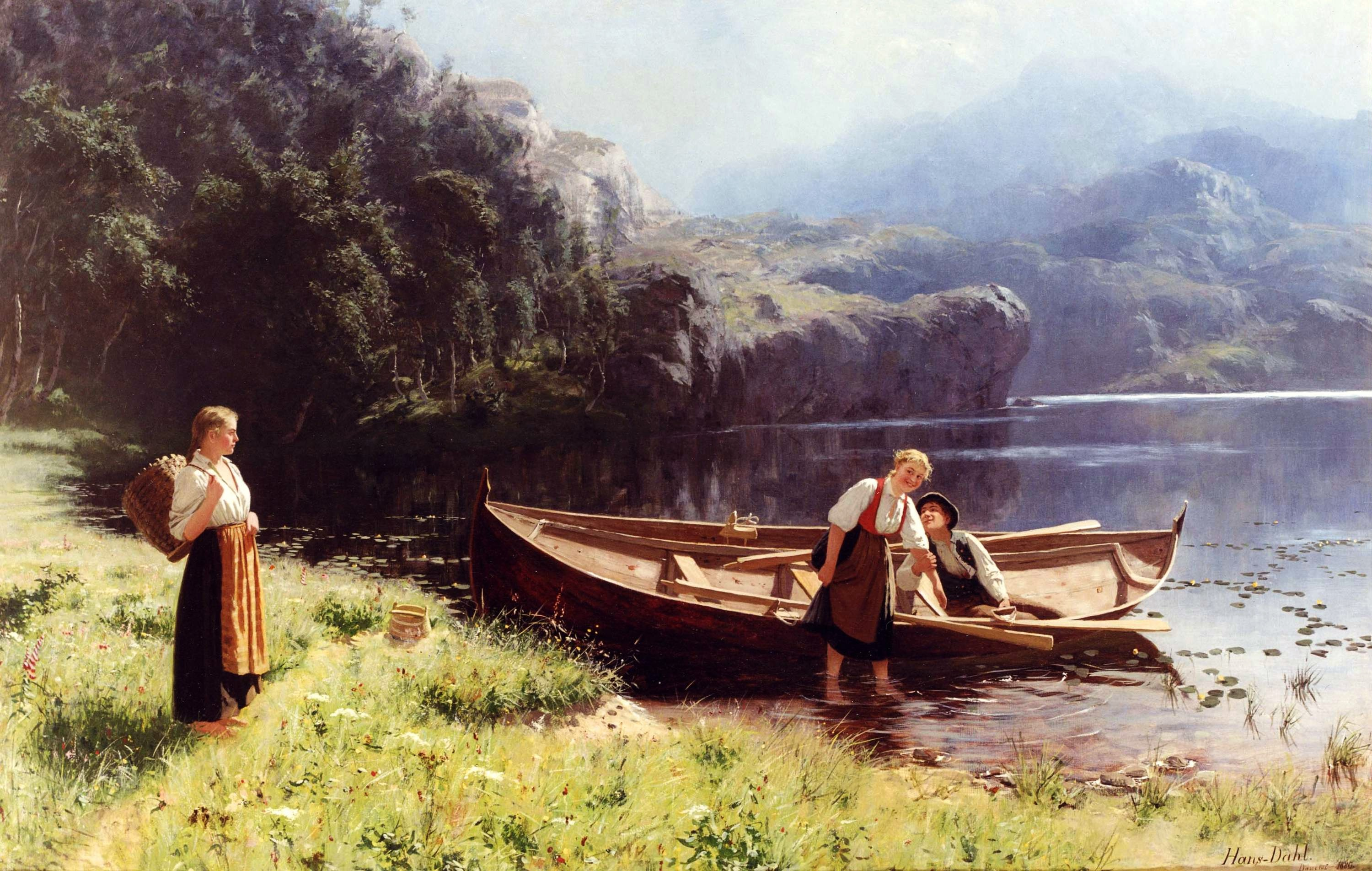
A la vora de l'aigua
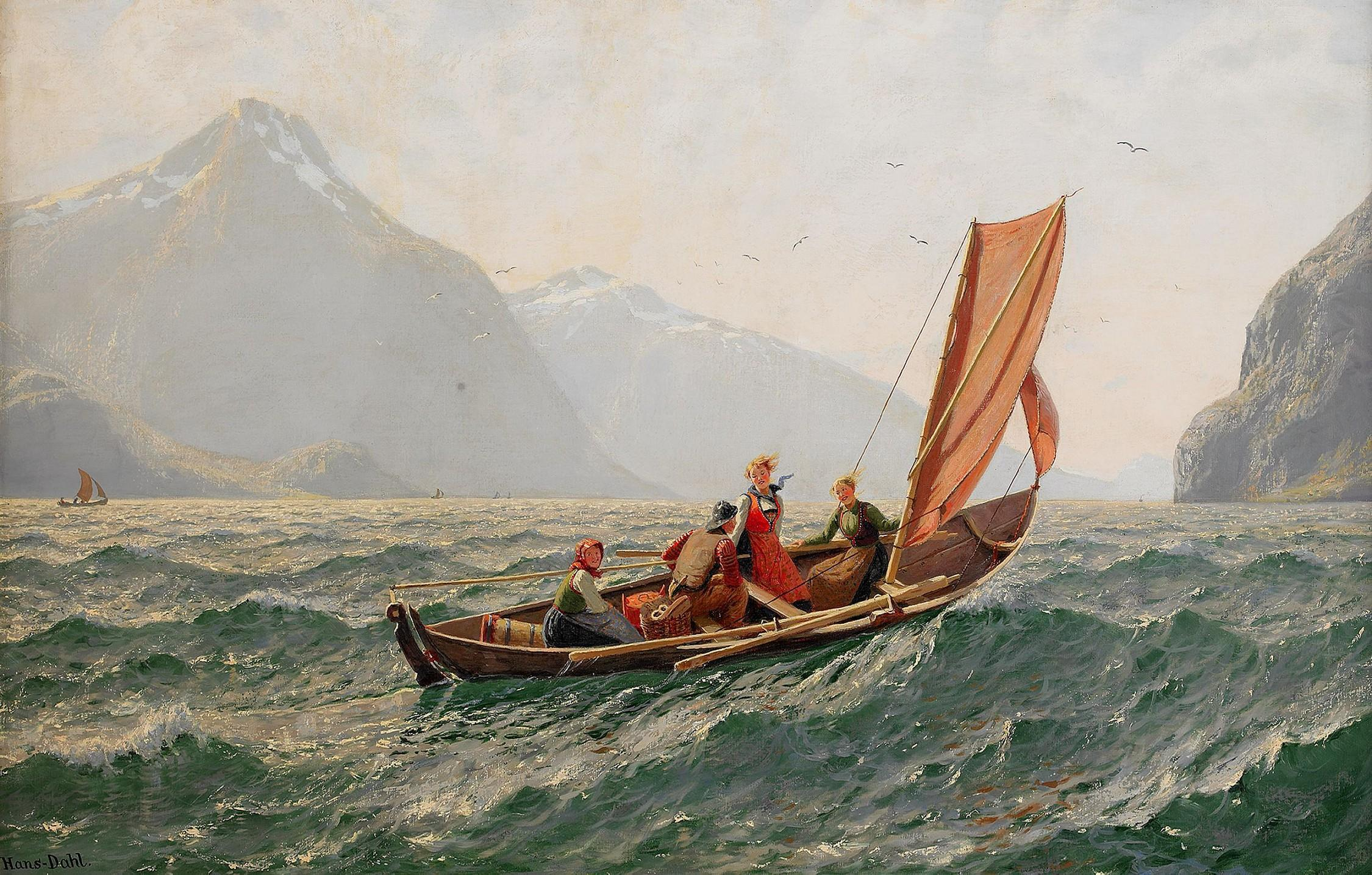
Fiord amb vaixell de vela
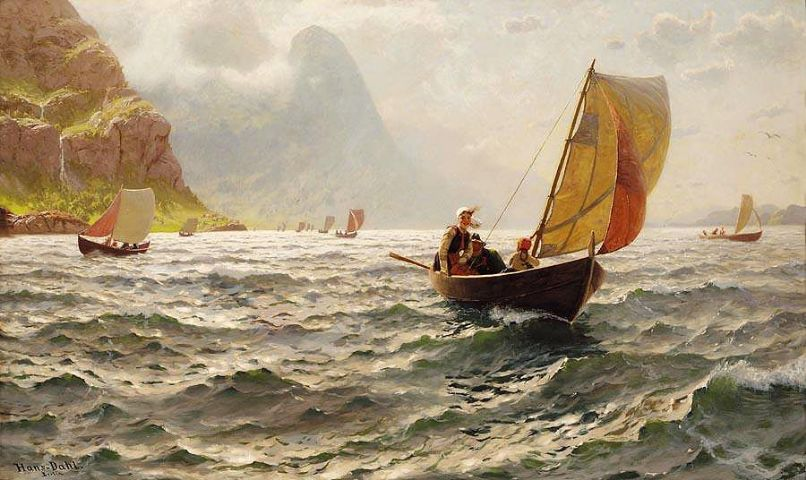
A Sunny Waves
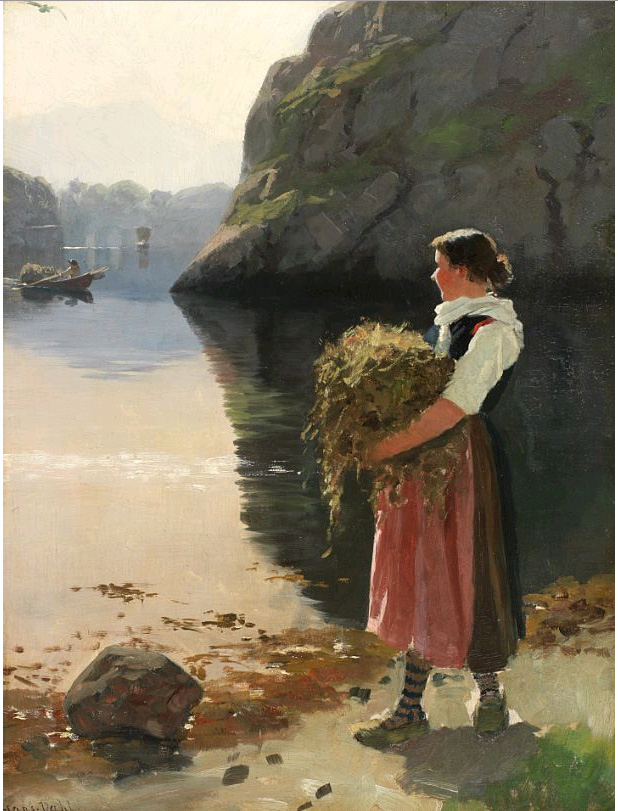
Transport de fenc
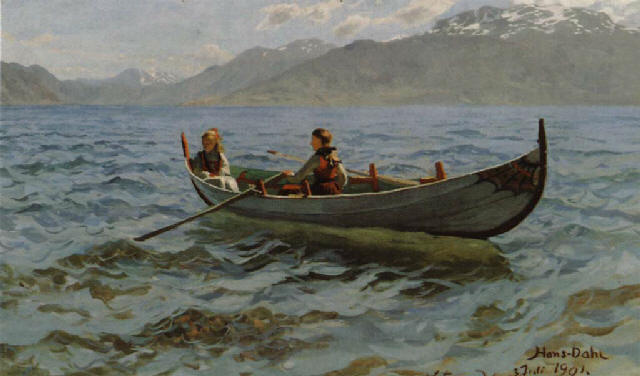
Navegació a Balestrand
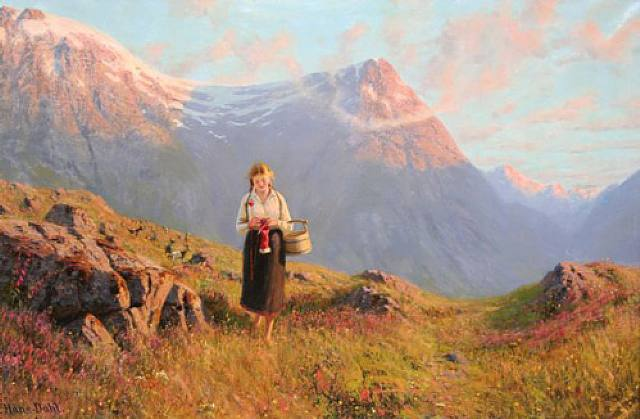
Al Cim de la Muntanya
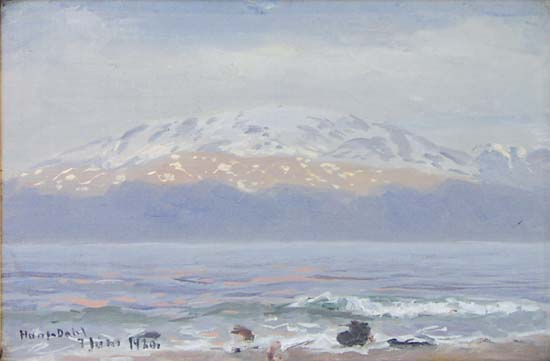
Sognefjord a prop de casa d'estiu a Balestrand
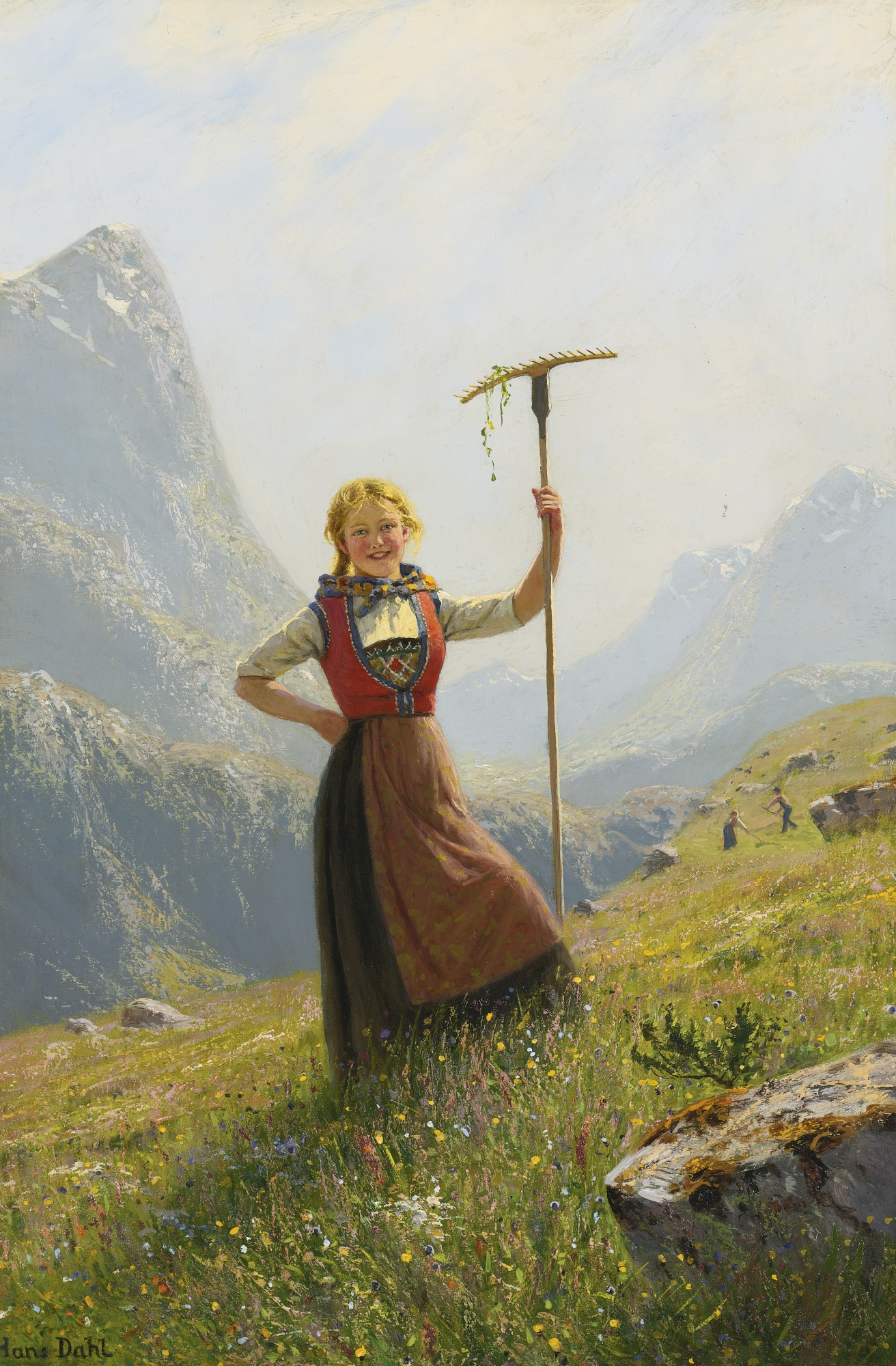
Nena pagesa
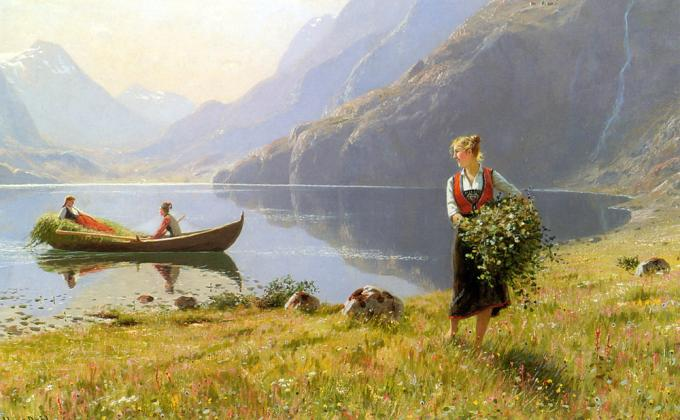
A la vora del fiord
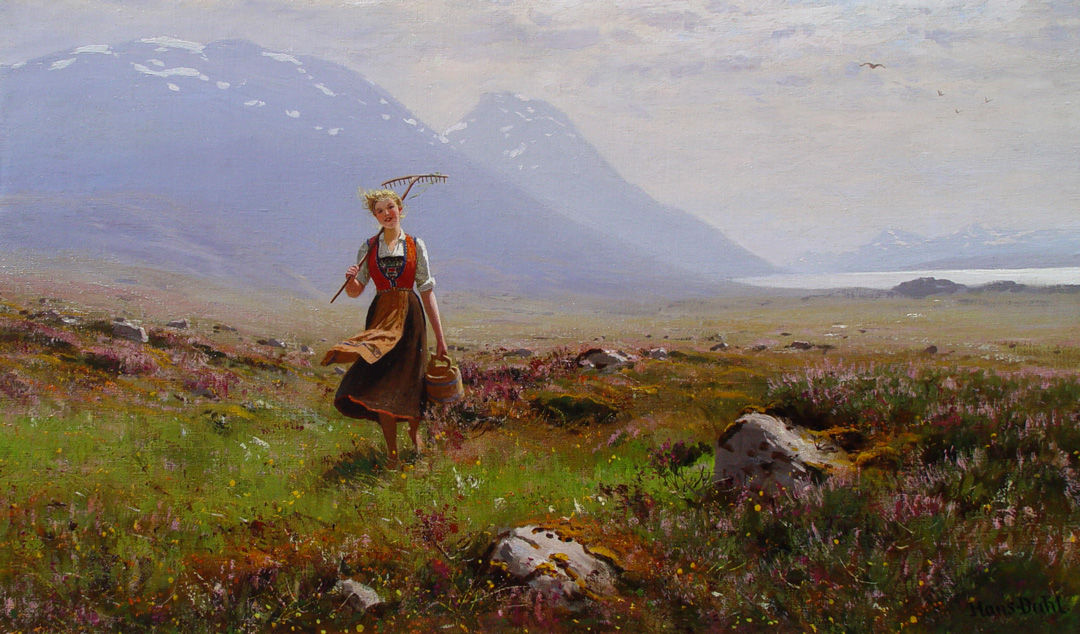
Sommerwind
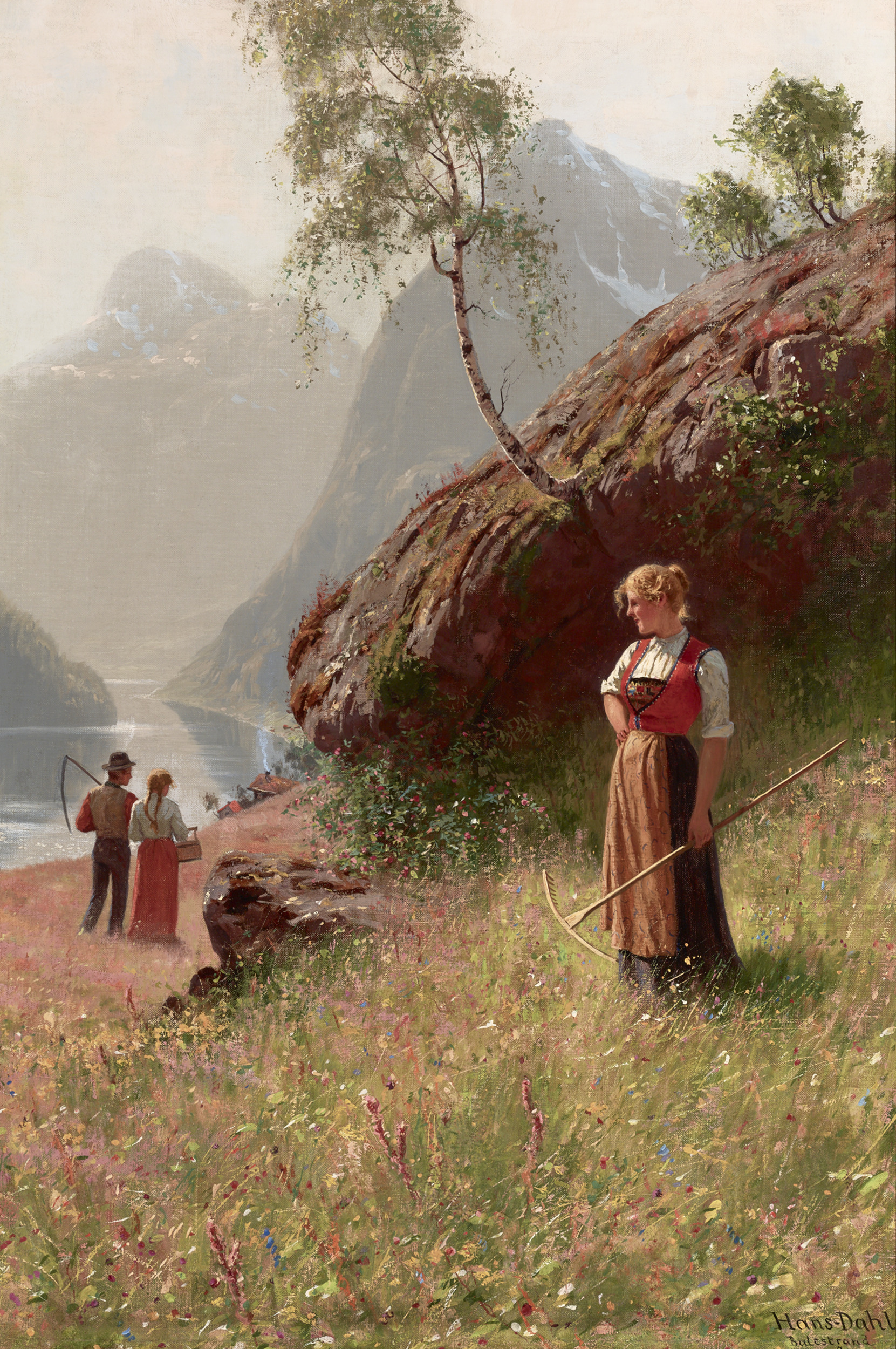
Al fiord